# Capella del Portal
La capella del Portal és un edifici de Batea (Terra Alta) inclòs a l'Inventari del Patrimoni Arquitectònic de Catalunya.

## Descripció
És un edifici fet amb carreus situat a l'encreuament dels carrers Major i d'en Perera. Ocupa un solar irregular on s'inscriu la seva planta regularitzada, que és en forma de creu grega amb uns braços molt petits. És quasi quadrada amb pilars als angles, que sostenen una cúpula sobre el cimbori per mitjà de petxines.
El cimbori és circular i ple d'obertures intercalades entre pilastres toscanes lligades per un entaulament també circular que serveix de basa a la cúpula.
A l'interior hi ha un cor sobre l'entrada i fins al nivell de l'entaulament tot són línies verticals que després es tornen corbes passant d'una zona massissa i tancada a una altra dinàmica i molt lluminosa. L'exterior és pesat i llis, tot de carreu, de poques i petites obertures, ja que la llum penetra pel cimbori.
La portalada dona al carrer Major i té tres parts: la primera la porta de mig punt entre mitges pilastres toscanes amb bases; la segona l'entaulament amb cornisa i fris; i la tercera, una fornícula amb els mateixos elements repetits culminats per un petit frontó corbat i trencat, amb la data d'acabament.

## Història
La construcció d'aquesta capella va significar trencar el porxo del carrer Major. És veïna de la casa Català. Sobre la portalada hi ha la data de "1698".